# Arboretum Nacional dos Estados Unidos

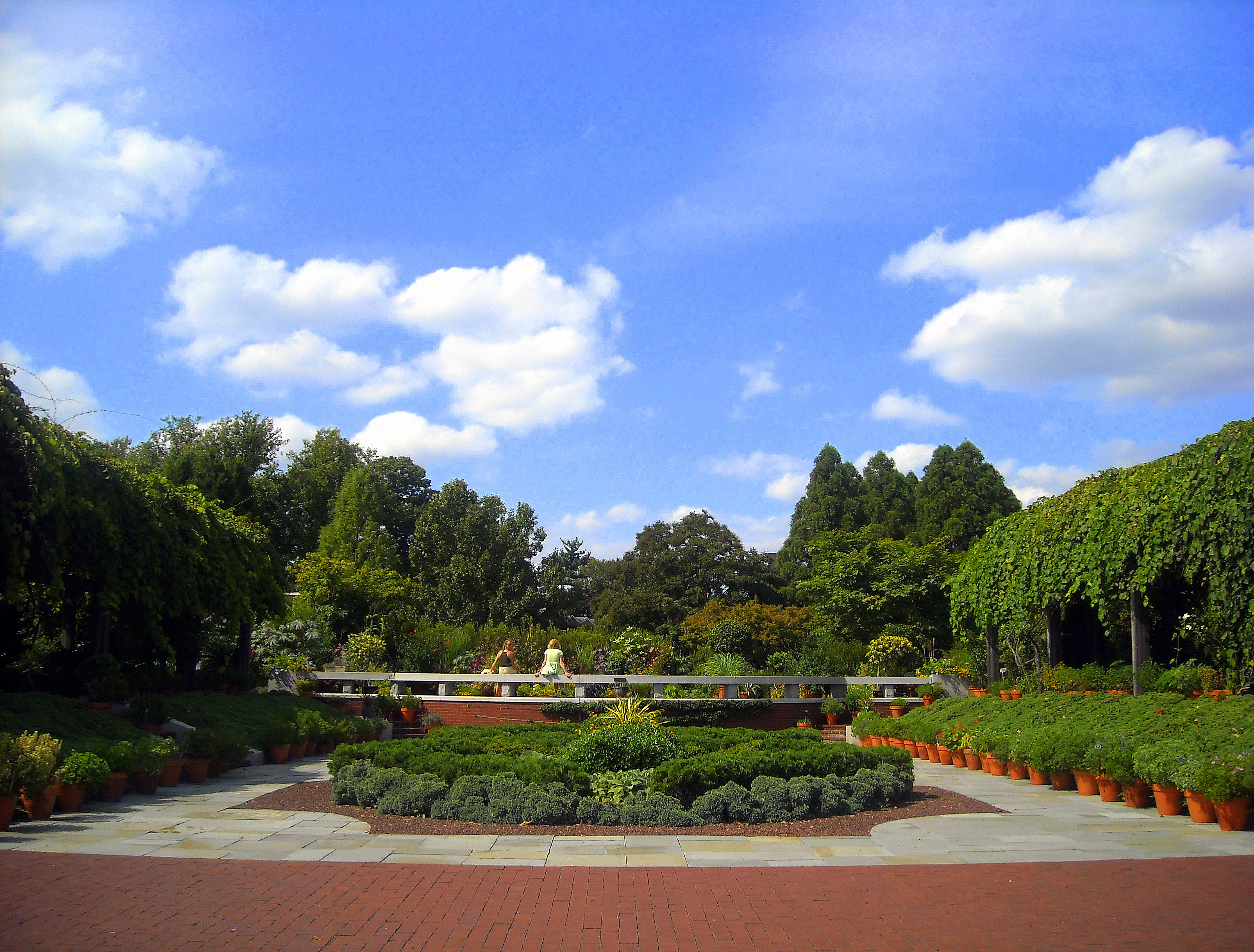
National Herb Garden no Arboretum Nacional dos Estados Unidos.

O Arboretum Nacional dos Estados Unidos é um arboreto de 1.78 km² (446 acres) de extensão, localizado em Washington, D.C., a 3,5 km a nordeste das Colunas Nacionais do Capitólio.
É administrado pelo Agricultural Research Service pertencente ao Departamento de Agricultura dos Estados Unidos, enquanto divisão de Henry A. Wallace Beltsville Agricultural Research Center. Foi criado em 1972 por uma Lei do Congresso após uma campanha do chefe botânico da USDA, Frederick Vernon Coville. O arboreto presta funções enquanto centro de pesquisa botânica. Concede uma ampla base de pesquisa para o desenvolvimento de árvores, arbustos, relva e plantas florais. Nele existe uma biblioteca que possui cerca de 10 mil volumes literários e 90 publicações sobre botânica.